# Marcel Nicaise
Marcel Nicaise (Nalinnes, 18 mei 1929 - ?, 9 november 2020) was een Belgisch politicus voor de Franstalige liberale partij MR.

## Levensloop
Nicaise was van opleiding verzekeraar.
In 1964 werd hij verkozen als gemeenteraadslid in zijn geboortedorp Nalinnes. Nadat Nalinnes in 1976 een fusie aanging met vier andere gemeenten, werd Nicaise schepen van de nieuwe gemeente Ham-sur-Heure-Nalinnes. Daarnaast was hij ook provincieraadslid voor de provincie Henegouwen.
In mei 2000 nam hij de burgemeesterssjerp over van zijn goede vriend en partijgenoot Jules Roulin-Dorvillez, die tijdens zijn mandaat overleed. Na de verkiezingen van 2000 werd Yves Binon verkozen als nieuwe burgemeester van Ham-sur-Heure-Nalinnes. Nicaise was bijgevolg slechts 8 maanden burgemeester.
Bij de verkiezingen van 2006 trok hij zich terug uit de lokale politiek ten voordele van zijn kleinzoon Adrien Dolimont, die eerste schepen werd. Nicaise werd de nieuwe voorzitter van de plaatselijke MR.
Hij was getrouwd met Yvette Draux (1933-2022), met wie hij meerdere kinderen had.
Hij overleed op 9 november 2020 in het ziekenhuis op 91-jarige leeftijd aan de gevolgen van het coronavirus.